# یوگنی زامیاتین
یوگنی ایوانویچ زامیاتین (روسی: Евге́ний Ива́нович Замя́тин؛ IPA: [jɪvˈɡʲenʲɪj ɪˈvanəvʲɪtɕ zɐˈmʲætʲɪn]؛ ۱ فوریهٔ ۱۸۸۴ – ۱۰ مارس ۱۹۳۷) نویسنده آثار علمی–تخیلی و طنزنویس سیاسی اهل امپراتوری روسیه بود. او برای نگارش رمان ما (نوشته شده در سال ۱۹۲۱)، رمانی پادآرمان‌شهری که در فضای آینده حکومت پلیسی رقم می‌خورد، مشهور است. با وجود این‌که زامیاتین از بلشویکهای قدیمی محسوب می‌شد، اما به شدت از سیاست‌هایی که حزب کمونیست اتحاد شوروی در ادامه رویدادهای انقلاب اکتبر در پیش گرفته بود، متاثر شد. در ۱۹۲۱، اثر او، مبدل به اولین کتابی شد که توسط شورای سانسور شوروی، ممنوع اعلام شد. در نهایت، او مجبور شد کتابش را برای انتشار به غرب بفرستد. نتیجه این عمل او، طرد از کانون نویسندگان شوروی و حزب بود اما مجازاتش با توجه به موافقت ژوزف استالین با درخواستش مبنی بر خروج از کشور، به تبعید فروکاسته شد. با توجه به نقدی که او در آثارش از حزب کمونیست مطرح کرده‌است، او از اولین مخالفان حکومت شوروی به حساب می‌آید. او در سال ۱۹۳۷ در پاریس درگذشت.